# Nicolás Olivera
Andrés Nicolás Olivera Olivera (Montevideo, 30 de mayo de 1978) es un exfutbolista uruguayo y exgerente deportivo de Defensor Sporting. Jugó de volante ofensivo o de extremo y se caracterizó por su técnica individual e inteligencia dentro del campo. Su debut en México lo realizó con la escuadra del Necaxa en la Apertura 2006,  procedente del Defensor Sporting. Fue elegido Balón de Oro FIFA en el Mundial sub-20 de Malasia en 1997.

## Trayectoria
Debutó en primera división a los 17 años de edad, con el Defensor Sporting Club el 6 de diciembre de 1995 en el estadio Centenario en la Liguilla Pre-Libertadores de América en encuentro disputado frente al equipo de Porongos de Flores, ingresando en sustitución de Jorge Orosmán Da Silva. Jugó en múltiples clubes a lo largo de su carrera futbolística. Entre ellos destacan el Sevilla, Valencia y Real Valladolid de España. En México militó con el Club Necaxa, Atlas FC, Club Puebla, Club Deportivo Veracruz y Club América. 
Es uno de los máximos ídolos de la afición de Defensor Sporting Club. En sus 192 partidos jugados por Defensor Sporting marcó 61 goles. El primero se lo convirtió al Liverpool Fútbol Club el 30 de junio de 1996 en el Estadio Belvedere en encuentro correspondiente a la octava fecha del Torneo Apertura.

### Lesiones
En 2013 en un partido contra Fénix el experimentado centrocampista sufrió la fractura de su maxilar tras chocar con el arquero Luis Mejía y debió ser internado en Hospital Británico de Montevideo. Anteriormente en enero del mismo año sufrió la fractura de la clavícula izquierda con desplazamiento en un partido por la primera fase de la Copa Libertadores frente a Olimpia de Paraguay, estando un mes y medio fuera de las canchas.

## Selección nacional
Fue internacional con la Selección de fútbol de Uruguay, jugó 28 partidos internacionales y anotó 8 goles.

### Participaciones en laCopa Mundial de Fútbol
| Mundial              | Sede                  | Resultado    | Partidos | Goles |
| -------------------- | --------------------- | ------------ | -------- | ----- |
| Copa Mundial de 2002 | Corea del Sur y Japón | Primera fase | 0        | 0     |

### Participaciones enCopa Confederaciones
| Copa                      | Sede           | Resultado | Partidos | Goles |
| ------------------------- | -------------- | --------- | -------- | ----- |
| Copa Confederaciones 1997 | Arabia Saudita | 4° puesto | 4        | 2     |

### Copa Mundial sub-20 Malasia 1997
Uruguay terminó en segundo lugar del Mundial de Malasia, con un Nicolás Olivera jugando de manera brillante. Su primer gol en la competición lo metió en un Uruguay 3-0 Estados Unidos por octavos de final, donde metió el gol al minuto 41. Luego volvió a meter un gol en cuartos en el empate 1-1 ante Francia donde anotó al minuto 68. El gran rendimiento de Nicolás lo ayudó a ganar el balón de oro del mundial, que luego, el día de su despedida, donó al club de sus amores; Defensor Sporting.
| Copa                   | Sede    | Resultado  | Partidos | Goles |
| ---------------------- | ------- | ---------- | -------- | ----- |
| Mundial sub-20 de 1997 | Malasia | Subcampeón | 6        | 2     |

## Clubes
| Club                   | País    | Año       |
| ---------------------- | ------- | --------- |
| Defensor Sporting      | Uruguay | 1995-1997 |
| Valencia               | España  | 1998      |
| Sevilla                | España  | 1998-2002 |
| Real Valladolid        | España  | 2002-2003 |
| Córdoba                | España  | 2003-2004 |
| Defensor Sporting      | Uruguay | 2004      |
| Albacete               | España  | 2005      |
| Defensor Sporting      | Uruguay | 2005-2006 |
| Necaxa                 | México  | 2006      |
| Atlas                  | México  | 2007      |
| Puebla                 | México  | 2008      |
| Tiburones Rojos        | México  | 2008      |
| Puebla                 | México  | 2009-2010 |
| América                | México  | 2011      |
| Defensor Sporting      | Uruguay | 2011-2012 |
| Correcaminos de la UAT | México  | 2012      |
| Defensor Sporting      | Uruguay | 2013-2016 |

## Palmarés

### Campeonatos nacionales
| Título                     | Club              | País    | Año  |
| -------------------------- | ----------------- | ------- | ---- |
| Liguilla Pre-Libertadores  | Defensor Sporting | Uruguay | 1995 |
| Segunda División de España | Sevilla           | España  | 2001 |
| Torneo Clausura            | Defensor Sporting | Uruguay | 2012 |
| Torneo Clausura            | Defensor Sporting | Uruguay | 2013 |

### Distinciones individuales
| Distinción                                        | Año  |
| ------------------------------------------------- | ---- |
| Balón de Oro de la Copa Mundial Sub-20            | 1997 |
| Mejor Jugador de la Copa Libertadores             | 2014 |
| Máximo goleador de la Copa Libertadores (5 goles) | 2014 |